# Hypokoristikon
Hypokoristikon nebo latinizovaně hypokoristikum (plurál od obého je hypokoristika; z řeckého ὑποκορίζεσθαι, hypokorizesthai, „mluvit dětinsky“), česky slovo domácké nebo mazlivé, je označení pro jméno, nejčastěji lidské (antroponymum) užívané v domácím nebo jinak neformálním prostředí. Může jít jak o jména vlastní (propria, např. Josef – Pepa, Jožka, v jiných jazycích Pepé, José, Joe apod.), tak (méně často) obecná (apelativa, např. bobek; drahoušek, miláček, zlatíčko, pusinka, poklad, mazánek, mazlík ) apod. Označují se tak hlavně zkomoleniny a lichotné obměny osobních vlastních jmen, běžné zvláště v důvěrném hovoru místo tvarů plných (například Vašek, Fanda, Jirka místo oficiálních tvarů Václav, František, Jiří); v češtině i zejména ženských příjmení (Bohdalka místo Bohdalová, Keliška místo Kelišová, Goťák místo Gott atd.). Hypokoristika existují v mnoha jazycích,
zvláště indoevropských, často při jménech původně složených.[zdroj?] Obvykle se v jazyce ustálí určité přípony, které nesou (někdy mj.) hypokoristický význam. Tyto přípony jsou často zároveň zdrobňující (např. bavorské -erl: Mäderl (Mädchen), některé jsou naopak augmentizující, „dělající (zdánlivě) hrubším, větším“, např. české -an (Peťan, Míšan/Mišan)).

## Hypokoristika jako zdroj českých příjmení
Hypokoristika křestních jmen se v češtině často ustálila jako příjmení. V některých případech je jejich původ zřejmý i laikovi (např. příjmení Adámek, Jeník, Franta, Tomeš...), u jiných však jejich původ na první pohled rozeznat nelze. Málokdo by dnes řekl, že příjmení Pehe či Píša jsou svým původem historická hypokoristika jména Petr.
Příklady českých příjmení vzniklých z hypokoristik křestních jmen:
- Albrecht: Olbracht, Brecht, Brichta/Brychta
- Ambrož: Ambrož (příjmení), Brož, Brožek, Brůžek, Brožík
- Antonín: Antoš, Antoušek, Antalík
- Bartoloměj: Bartoš/Bartek, Bárta/Bártů, Barták, Bárt/Bártek, Bartoška/Bartuška/Bartošek/Bartošík, Bartoň, Bartoněk, Bartůněk
- Benedikt: Beneš, Benda, Benetka, Benedek
- Blažej: Baláž, Blažek/Blažík, Blažíček, Bláha/Blaha
- Burian: Burda, Bureš/Buršík/Bursík
- Daniel: Daněk, Daneš, Danda
- Gabriel: Gabčík, Gábor, Kabrhel
- Havel: Hašek, Hácha, Havlas, Havelka, Havlín, Havlík, Havlíček
- Jakub: Jakeš, Jakubec, Jakl, Jokl, Kuba, Kubíček, Kubík, Kubín, Kubka, Kubát, Kubalec, Kubata, Kubiš, Kubišta, Kubásek
- Jan: Jaš, Jašek, Jeník, Janeček, Janoušek, Janák, Janáček, Janda, Jandák, Jančura, Jenč, Hanzl, Honzl, Hanzlík, Hanzák, Hanzelka, Honzík, Honzíček
- Jaromír / Jaroslav: Jaroš/Jareš, Jaroň
- Jeroným: Jech, Ješek, Jarolím
- Jiří: Jiříček, Juračka/Jurečka/Juřička, Juráček, Juránek, Jurča, Jurkovič, Jíra/Jirák/Jiránek/Jiráček/Jireček, Juřin(k)a, Jirásek/Jirásko, Jireček, Jirousek/Jiroušek, Jirout/Jirous, Jura, Jirotka, Jurajda ad.
- Kliment/Klement: Klíma, Klimek, Klimeš, Klindera
- Lukáš: Lukes/Lukeš, Luka, Lukl
- Marek: Marek (příjmení), Mareček, Mareš/Maršík, Maroušek, Marušák, Mařan, Mařák
- Matěj: (příp. Matouš): Mach, Machovec, Machala, Macháček, Mašek, Machek, Maťa, Macek
- Michal: Mícha, Michna, Míša, Michel, Michl, Michálek, Michalička
- Mikuláš: Mikeš, Mikšíček, Mikát, Mikel, Mikulášek, Mikula, Klaus
- Nikodém: Kodým, Kodeš, Kodet
- Ondřej: Onderka, Ondrák, Ondráček, Ondruška, Vondra
- Pavel: Paulík, Pavlát, Pašek, Pál, Paulík, Paulišta, Pavlíček, Pavlásek, Pavelka, Pavlata, Pavlica
- Petr: Pech, Pehe, Píša, Pecháček, Pešek, Peterka, Petráň, Petráček
- Prokop: Prokeš, Prošek, Průšek, Průcha
- Řehoř: Gregor, Grégr, Říha, Řihák, Řehák
- Stanislav: Stach, Stašek, Staněk, Staník
- Svatopluk: Svatoň/Svatoš
- Šebestián: Šebesta, Šebek, Šabach, Šebrle, Šebela
- Šimon: Šimek, Šíma, Šimák, Šimáček, Šiman, Šimánek, Šimša, Šimurda
- Tobiáš: Dobeš, Dobek, Dobiáš
- Tomáš: Tomeš, Tomek, Toman, Tomeček, Tomíček, Tůma,
- Václav: Vaš, Váša, Vacek, Vacula, Vaculík, Vencl, Vach, Vácha, Vachek, Váchal, Vaněk, Vaníček
- Vavřinec: Vávra, Vavák, Vavroušek
- Vojtěch: Vojta, Vojč, Vojtíšek
- Zikmund: Zich, Zicha, Zika

## Příklady běžných českých a moravských hypokoristik
Česká hypokoristika jsou tvořena zpravidla z prvních dvou slabik vlastního jména a příslušného sufixu. U ženských jmen často -(v)ča nebo -ška, -čka, u mužských často -da, -ek, -an, případně deminutivní -ík, -íček aj. Méně často vzniká hypokoristikon z posledních (jedné až dvou) slabik jména a sufixu, jako je to obvyklé zejména v ruštině (v češtině např. tvary Polda, Slávek, Toník, Nácek). Výjimečně se hypokoristikon tvoří ze zcela jiného kořene, a to pod vlivem cizích jazyků (Honza – z německého jména Hans, Gréta z německého Margaretha, Pepa z italského Giuseppe).
Hypokoristika jednotlivých jmen se liší v rámci českého jazyka i geograficky. U mužských jmen jsou v Čechách obvyklé tvary s dlouhým vokálem (např. Láďa, Péťa), zatímco na Moravě mají tatáž jména vokál krátký. Na Moravě jsou častější tvary mužských jmen se sufixem -ek, -ík (Francek, Danek, Janík), v Čechách se setkáme spíše s koncovkou -a (Franta, Venca, Míla, Pája). Pro ženská jména jsou v českém prostředí (hlavně na jihu a západě Čech) typické tvary končící dlouhým -í, např. (Jindří, Hančí), na Moravě se častěji setkáme se sufixem -ka (Hanka, Janka). Na severovýchodní Moravě se objevují některá hypokoristika podobná polským (Tadek, Baška). U některých jmen se tvary v Čechách a na Moravě odlišují ještě výrazněji, např. Jiří má v Čechách častěji tvar Jirka a Jiřík, na Moravě Jura.
- Honza, Honzík, Honzíček, Jenda, Jeňa, Jeník, Jeníček, Janík, Janek (Jan)
- Vašek, Venda, Venca, Vašík, Vašíček, Vacek (Václav)
- Pepa, Pepíček, Pepino, Pepek, Pepan, Jozífek, Joska na Moravě Jóžin, Jožin, Jožka (Josef)
- Jirka, Jiřík, Jíra, na Moravě: Jura, Juráš, (Jiří)
- Láďa, Ládík, na Moravě: Laďa, Ládin, Ladin (Ladislav apod.)
- Vláďa (Vladislav, Vladimír)
- Franta, Fanda, Fanoušek, Francek, Franci, Fráňa (František)
- Péťa, Peťan, Petřík, Petříček na Moravě: Peťa (Petr)
- Kája, Karlík (Karel)
- Lojza (Alois)
- Tonda, Toník, Toníček, Toncek, Tony, Tóna, Anton (Antonín)
- Míša, Miška (Michal, Michala, Michael, Michaela)
- Kuba, Kubík (Jakub)
- Ráďa (Radek, Radka, Radomír, Radoslav, příp. i Ctirad atd.)
- Slávek (Slavomír, Vladislav, příp. i Jaroslav, Boleslav aj.)
- Mirek, Míra, na Moravě: Mira, Mirča (Miroslav, ale i Mirek)
- Milda, Míla, Milan (Miloslav, ale i Milan, Miloš)
- Jarda, Jarek, Jára, Jarouš, na Moravě také Jaša, Jašek (Jaroslav, Jaromír)
- Verča, Verina, Verinka, Verunka (Veronika)
- Olda (Oldřich)
- Polda (Leopold)
- Saša (Alexandr, Alexandra)
- Béďa (Bedřich)
- Vlasta, Vlastík (Vlastimil)
- Ríša (Richard)
- Áda (Adam, Adolf)
- Rosťa (Rostislav)
- Vráťa (Vratislav)
- Vojta, Vojtík, na Moravě i Vojcek (Vojtěch)
- Standa, Stáňa, na Moravě i Staňa, Staník, Stanin (Stanislav)
- Přemek (Přemysl)
- Vilda, Vilík (Vilém)
- Ferda (Ferdinand)
- Ruda - (Rudolf)
- Monča (Monika), Evča (Eva), Helča (Helena), Romča (Romana), Simča (Simona), Domka, Domča (Dominika) atd…
- Zbyňda (Zbyněk), Zdenda (Zdeněk) atd…
- Líba (Libuše)
- Ája, Ajka (Alena, Andrea, Antonie, Anastázie)
- Olina (Olga)
- Jindra (Jindřich, Jindřiška)
- Čenda (Čeněk)
- Anička, Andulka, Anča, Anče, Anina, Aninka, Anka, Anda, Anuška, Aňa, Nána, Nanynka (Anna)
- Vítek, Víťa (Vít, Vítězslav)
- Vík, Vikin (Viktor)
- Bořek (Bořivoj)
- Nácek, Igi, Ignácek, Nácíček (Ignác)
- Igi, Goša, Igorek (Igor)
- Nik, Domča, Domiš, Domeš, Domík, Domíček (Dominik)
- Zuzka, Zůza, Zoška (Zuzana)
- Hanka, Hanča, v západních Čechách Hančí (Hana)
- Bohouš, Bohuš, Bob, Bobík, na Moravě Bohóš (Bohuslav, Bohumil, Bohumír)
- Ota, Otík, Oťák (Otakar, Otmar)
- Gusta (Augustýn, Augustin, Gustav)
- Bolek (Boleslav)
- Maruška, Maruš, Maryša, Mařenka, Mařka, Mařena, Mářa, Máša, Mášenka, Máca, Míca, Micina, Machna, Máňa, Majka, Mája, Manda, Manka a další (Marie)
- Madla, Madlenka, Manda, Manka, Magda, Léna, Leňa (Magdaléna)
- Madla, Madlenka, Marka, Mája, Majka, Gréta, Gretka (Markéta)
- Lena, Léna Leňa, Lenička, Lenča, Lenčí (Lenka)
- Lída, Lidka, Liduška (Ludmila)
- Týna, Tína, Krista, Krisťa, Kita, Kitty, Kiki, Kikina (Kristýna)
- Berta, Bertík (Albert, ale i Norbert)
- Bertík, Robin, Robík (Robert)
- Kléma, Klíma (Klement)
- Ondra (Ondřej)
- Mikin, Miki, Mikeš (Mikuláš)
- Vávra (Vavřinec)
- Růža, Růžka, na Moravě Ružka, ale též Róza, Rózinka, Rozárka (Růžena nebo i Rozálie)
- Mates, Matýsek, Macek - (Matěj, ale i Matouš, Matyáš)
- Sváťa, Svaťka, Svatík (Svatopluk, Svatoslav)
- Bára, Barča, Barka, Baruška, Barunka, na severovýchodní Moravě také Baška (Barbora)
- Lucka, Lúca, Lucinka (Lucie)
- Dáša, Dášeňka, Dáda (Dagmar)
- Dan, Danek, Dadák (Daniel)
- Běta, Bětka, Líza, Betynka (Alžběta)
- Marťa (Martin, Martina)

## Příklady anglických hypokoristik
- Albert - Al, Bertie
- Alexander – Al, Lex, Sandy
- Alfred - Al
- Alicia - Al
- Amanda - Mandy
- Anna - Annie
- Andrew – Andy
- Bernard - Bernie
- Catherine – Kate, Katie, Kitty, Kasie
- Deborah – Deb, Debbie
- Edward – Ed, Eddie, Ned, Neddy, Ted
- Elisabeth – Betty, Lizzie, Liz, Bessie
- Francis – Frank, Frankie
- Frederick, Alfred - Freddie
- Gerald, Jeremy – Jerry
- Henry – Harry
- Isaac - Ike
- Isaac, Zachary – Zac, Zakky
- James - Jimmy
- Joseph – Joe
- Leonard – Lenny
- Lucinda – Cindy
- Margaret – Peggy, Daisy, Maggie, Marge
- Oswald – Ozzie
- Patricia – Pat, Tris, Trish, Trissie
- Patrick – Pat, Pad, Paddy, Paddie
- Rebecca – Becky, Becca, Becks, Bex, Bec
- Richard – Rich, Richie, Rick, Ricky, Dick, Dicky
- Robert – Bob, Bobby, Rob, Robbie
- Samantha, Samuel - Sam
- Theodore – Ted, Teddy, Theo, Ned, Neddy
- Victoria - Vicky
- William – Bill, Billy, Will, Willie, Liam, Willy

## Příklady německých hypokoristik
- Friedrich — Fritz
- Gertrude — Trudi
- Johannes — Hänsel(chen)
- Siegfried, Sigismund — Siggi

## Příklady ruských hypokoristik
Ruská hypokoristika jsou často tvořena z posledních dvou slabik daného jména, k nimž se připojí sufix -a, případně -ka nebo -uška (pokud se tvoří deminutiva). Pro mužská i ženská jména jsou sufixy stejné. (např. Váňa, Goša, Tojla, Saša, Nasťa, Duňa aj.) Méně často se tvoří hypokoristika z prvních slabik jména, jako je to obvyklé ve většině ostatních indoevropských jazyků včetně angličtiny a češtiny (např. Káťa, Vasja, Loňa, Marfuša).
- Afanasij – Afoňa, Afoňka
- Agrafjena - Grušeňka, Gruša
- Alexej – Aljoška, Ljoška, Ljocha
- Alexandr, Alexandra – Alexaška, Saška, Saša, Sášeňka, Šura
- Alina – Lina, Linočka, Alinuška
- Andrej – Andrjuška, Andrjucha, Juška, Dronka
- Anastasija – Nastasja, Nasťa, Nastěnka
- Anatolij – Tolja, Tolik
- Dimitrij – Míťa, Míťaj, Dima, Dimka
- Fjodor – Feďa, Feďka
- Gerasim – Geša
- Grigorij – Gríša, Griška, Goša, Goga, Gryc
- Igor – Goša
- Ivan – Váňa, Vaňka, Ivaška
- Jakov – Jakuška, Jaška, Kuška
- Jelena – Lena, Lenočka, Oleňka, Oleňčik
- Jevdokija – Duňa, Duňka
- Jevgenij, Jevgenija – Žeňa, Žeňka
- Konstantin – Kosťa
- Leonid – Loňka
- Marfa (Marta) – Marfuša
- Marija – Máša, Mášenka
- Michajl – Míša, Miška, Míšeňka
- Naděžda – Naďa, Naďka, Dinka
- Natalija - Nataša
- Nikolaj – Kolja
- Pjotr – Péťa, Peťka, Píťa
- Praskovja – Paška, Pašeňka
- Semjon (Sergej, Arsenij) – Seňka
- Sergej – Serjožka
- Sofija - Soňa, Soněčka
- Stěpan – Sťopa, Stěpka, Stěnka
- Timofej – Timoša, Moška
- Varvara – Varja
- Vasilij – Vaska, Vasja
- Vladimir – Voloďa, Vovka

## Příklady španělských hypokoristik
- Dolores - Lola
- Francesco - Paco, Paquito, Curro
- Joaquín - Quino
- José - Pepe
- Manuel, Emanuel, Imanuel - Manu, Mano
- Santiago - Diego